# Zhang Hao
Zhang Hao (Chinees: 张昊, Harbin, 6 juli 1984) is een Chinees kunstschaatser die uitkomt als paarrijder. Hij nam met drie verschillende schaatspartners deel aan vijf edities van de Olympische Winterspelen: met Zhang Dan aan Salt Lake City 2002, Turijn 2006 en Vancouver 2010, met Peng Cheng aan Sotsji 2014 en met Yu Xiaoyu aan Pyeongchang 2018. Zhang en Zhang (geen familie) wonnen in 2006 olympisch zilver en werden twee keer wereldkampioen bij de junioren (2001, 2003).

## Biografie

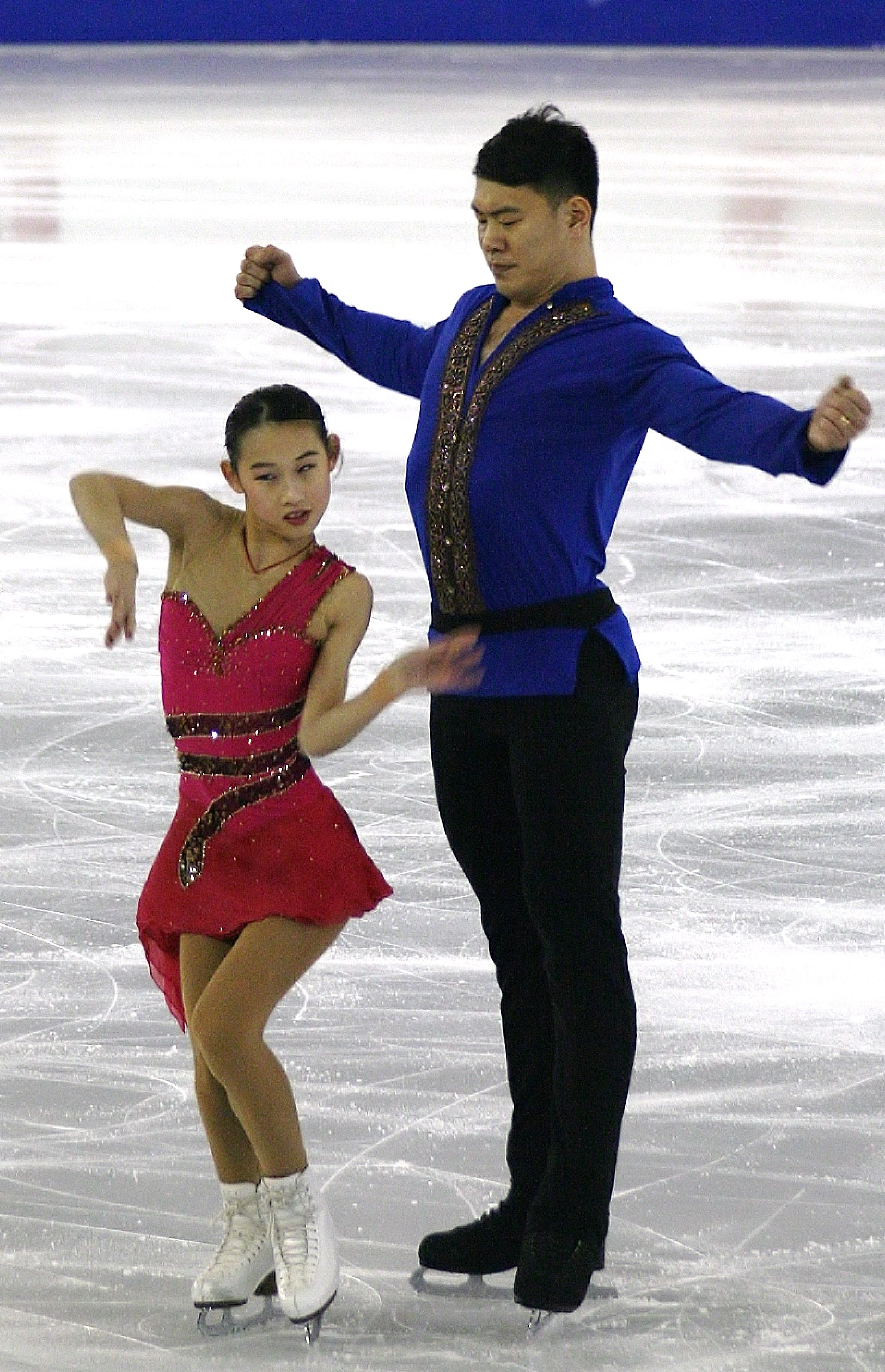
Zhang en Peng Cheng (2014)

Zhang begon in 1988 met kunstschaatsen als paarrijder. Zijn eerste partner was Zhang Liyun; in 1997 werd hij gekoppeld aan Zhang Dan. Tijdens de WK junioren deden ze in 2000 voor de eerste maal een viervoudige twistlift. Ze behaalden een vierde plaats. In 2001 en 2003 wonnen ze de wereldtitel bij de junioren. Ze namen zeven keer deel aan de Viercontinentenkampioenschappen. Alle keren wonnen ze een medaille: 2x goud, 2x zilver en 3x brons. Daarnaast namen ze negen keer deel aan de wereldkampioenschappen en namen daar vier medailles mee naar huis (3x zilver, 1x brons).
Hij nam met Zhang deel aan drie edities van de Olympische Winterspelen: Salt Lake City 2002, Turijn 2006 en Vancouver 2010. In 2006 wonnen Zhang en Zhang olympisch zilver. Dat was een hele prestatie, aangezien Zhang Dan bij de eerste weggeworpen sprong door haar knie wegzakte. Ze leek de wedstrijd niet voort te kunnen zetten. Na een korte onderbreking vervolgde ze onder luid applaus van het publiek toch de kür. Het duo behaalde ondanks de onderbreking nog een score die goed genoeg was voor zilver. Bij de andere deelnames eindigden ze als 11e in 2002 en als 5e in 2010. In mei 2012 stopte Zhang Dan met kunstschaatsen om zich te kunnen focussen op haar studie.
Zhang Hao vervolgde zijn kunstschaatscarrière met de dertien jaar jongere Peng Cheng. Hun beste prestaties waren een vierde plaats bij de WK 2015 en de zilveren medaille bij het Viercontinentenkampioenschap 2015. Ze namen tevens in 2014 deel aan de Olympische Winterspelen in Sotsji, waar ze als achtste eindigden. In april 2016 werd bekend dat Zhangs samenwerking met Peng was beëindigd; hij zou voortaan met Yu Xiaoyu uitkomen op kunstschaatskampioenschappen. De Chinese kunstschaatsbond had besloten om de paren Peng/Zhang en Jin/Yu te wisselen. Zhang is gehuwd en werd in 2015 vader van een zoon.
In september 2020 werd bekend dat de samenwerking met Yu Xiaoyu was beëindigd, Yu ging verder met Wang Lei.

## Persoonlijke records

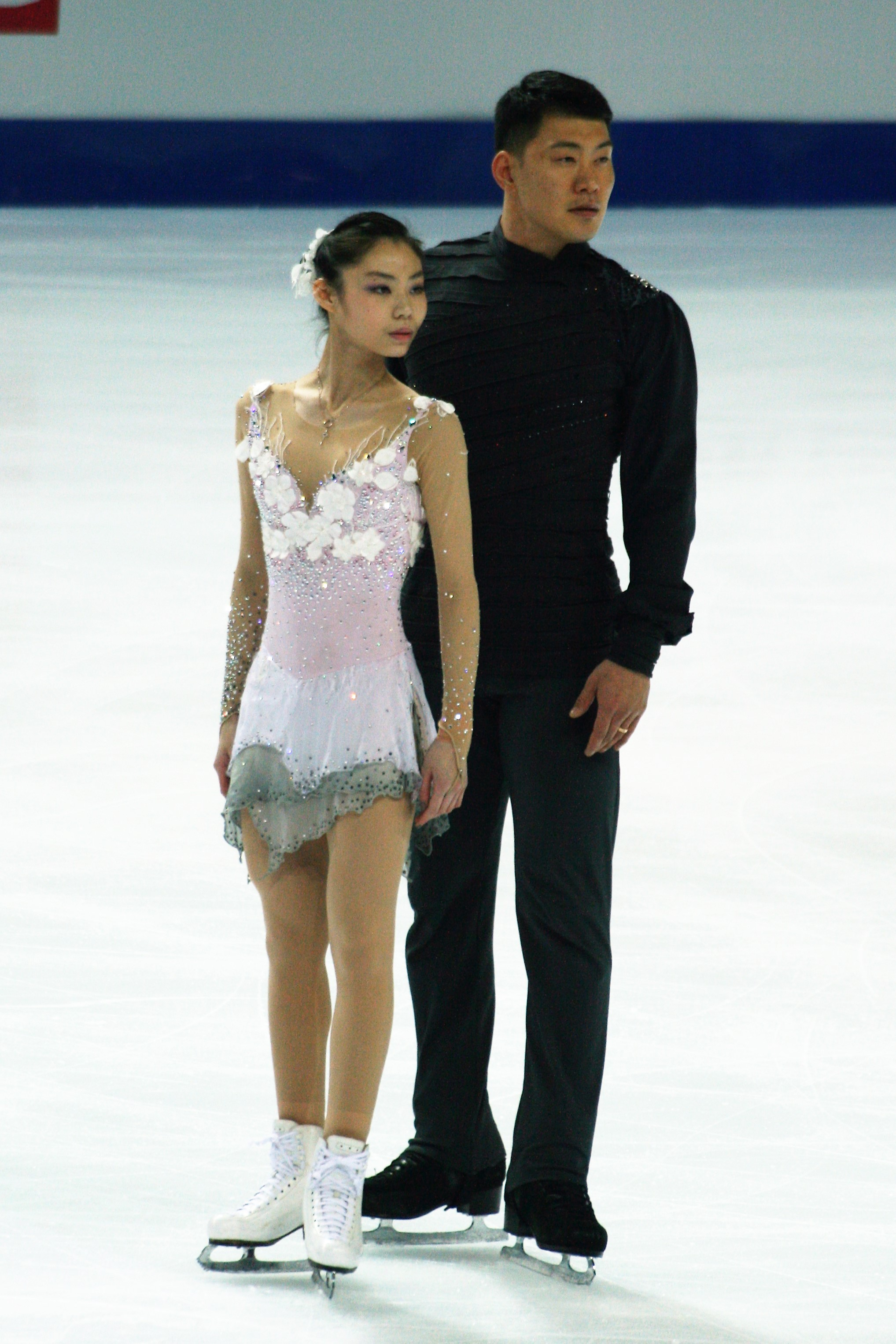
Zhang en Yu Xiaoyu (2016)

Zhang/Zhang
| records             | punten | datum      | toernooi |
| ------------------- | ------ | ---------- | -------- |
| Hoogste totaalscore | 197.82 | 19-03-2008 | WK       |
| Hoogste korte kür   | 074.36 | 18-03-2008 | WK       |
| Hoogste vrije kür   | 126.58 | 24-03-2010 | WK       |

Yu/Zhang
| records             | punten | datum      | toernooi  |
| ------------------- | ------ | ---------- | --------- |
| Hoogste totaalscore | 211.51 | 30-03-2017 | WK        |
| Hoogste korte kür   | 075.34 | 08-12-2016 | GP-finale |
| Hoogste vrije kür   | 136.28 | 30-03-2017 | WK        |

Peng/Zhang
| records             | punten | datum      | toernooi |
| ------------------- | ------ | ---------- | -------- |
| Hoogste totaalscore | 206.63 | 26-03-2015 | WK       |
| Hoogste korte kür   | 071.68 | 26-03-2014 | WK       |
| Hoogste vrije kür   | 136.96 | 26-03-2015 | WK       |

## Belangrijke resultaten
1997-2012 met Zhang Dan, 2012-2016 met Peng Cheng, 2016-2020 met Yu Xiaoyu
| Kampioenschap                | 99/00  | 00/01 | 01/02 | 02/03 | 03/04         | 04/05         | 05/06         | 06/07         | 07/08         | 08/09         | 09/10         |               | 11/12         |               | 12/13         | 13/14         | 14/15         | 15/16         |               | 16/17         | 17/18         |               | 19/20         |
| ---------------------------- | ------ | ----- | ----- | ----- | ------------- | ------------- | ------------- | ------------- | ------------- | ------------- | ------------- | ------------- | ------------- | ------------- | ------------- | ------------- | ------------- | ------------- | ------------- | ------------- | ------------- | ------------- | ------------- |
| Olympische Spelen            |        |       | 11e   |       |               |               | Zilver        |               |               |               | 5e            |               |               |               | 8e 7e (team)  |               |               |               | 8e 6e (team)  |               |               |               |               |
| Wereldkampioenschap          |        |       | 9e    | 6e    | 5e            | Brons         | Zilver        | 5e            | Zilver        | Zilver        | 5e            |               |               | 11e           | 5e            | 4e            | 12e           | 4e            | 7e            |               |               |               |               |
| Viercontinentenkampioenschap |        |       | Brons | Brons | Zilver        | Goud          |               |               | Zilver        | Brons         | Goud          |               |               | 5e            |               | Zilver        |               | 4e            |               |               |               |               |               |
| Aziatische Spelen            |        |       |       |       |               |               |               |               |               |               |               |               |               |               |               |               |               | Goud          |               |               |               |               |               |
| Grand Prix-finale            |        |       |       |       | 6e            | 5e            | Zilver        | Brons         | Zilver        | Zilver        | 6e            |               | 4e            |               | 4e            | 4e            | 6e            | Zilver        | 6e            |               |               |               |               |
| Nationaal kampioenschap      | Zilver | Brons | Brons | Goud  | Zilver        |               |               |               | Goud          |               |               |               | Goud          |               | Goud          |               |               |               | Goud          |               | 4e            |               |               |
| WK junioren                  | 4e     | Goud  |       | Goud  | geen deelname | geen deelname | geen deelname | geen deelname | geen deelname | geen deelname | geen deelname | geen deelname | geen deelname | geen deelname | geen deelname | geen deelname | geen deelname | geen deelname | geen deelname | geen deelname | geen deelname | geen deelname | geen deelname |
| Junior Grand Prix-finale     | 5e     | Goud  | Goud  |       | geen deelname | geen deelname | geen deelname | geen deelname | geen deelname | geen deelname | geen deelname | geen deelname | geen deelname | geen deelname | geen deelname | geen deelname | geen deelname | geen deelname | geen deelname | geen deelname | geen deelname | geen deelname | geen deelname |